# Torre circular de la Morana
La Torre circular de la Morana és una torre romànica de la Morana, al municipi de Torrefeta i Florejacs (Segarra), declarada bé cultural d'interès nacional.

## Descripció
És una torre circular d'un sol cos construïda amb filades de carreus irregulars de pedra, més ampla de la base que de la part superior. Actualment forma part de la masia de Cal Torra. Presenta dues obertures quadrangulars modernes i a la part superior un coronament amb restes d'arrebossat que ha estat afegit amb posterioritat. Dues grans canaleres travessen de forma transversal la torre i trenquen l'estètica d'aquesta.
Antigament funcionava com a torre defensiva, per això els seus sis metres d'alçada, que facilitaven una millor visió del territori. Davant la torre es troba un mirador des d'on es pot albirar tota la comarca de la Segarra. Actualment ha perdut la seva funció original i s'utlitlitza com a espai on guardar les eines de camp i pallissa.

## Història
L'origen d'aquesta torre podria estar relacionat amb un molí de vent.